# Anii 1400
Secole: Secolul al XIV-lea - Secolul al XV-lea - Secolul al XVI-lea
Decenii: Anii 1350 Anii 1360 Anii 1370 Anii 1380 Anii 1390 - Anii 1400 - Anii 1410 Anii 1420 Anii 1430 Anii 1440 Anii 1450
Ani: 1400 | 1401 | 1402 | 1403 | 1404 | 1405 | 1406 | 1407 | 1408 | 1409